# برام بير
برام بير هو صحفي وسياسي سورينامي، ولد في 18 يناير 1951 في كوراساو في مملكة هولندا، وتوفي في 8 ديسمبر 1982 في باراماريبو في سورينام بسبب جرائم ديسمبر. نشط حزبياً في Communist Party of Suriname ‏.